# Кассар, Дэвид
Дэвид Кассар (мальт. David Cassar; род. 24 ноября 1987) — мальтийский футболист, вратарь клуба «Гзира Юнайтед».
До перехода в «Гзиру Юнайтед», который состоялся в августе 2022 года, играл за ряд других мальтийских команд высшего и первого дивизионов. В 2020 году сыграл за «Сиренс» в матче первого квалификационного раунда Лиги Европы против болгарского ЦСКА в Софии (1:2, противостояния в квалификации того розыгрыша состояли из одного матча).
Отметился курьёзным эпизодом 20 июля 2023 года в послематчевой серии пенальти ответной игры первого квалификационного раунда Лиги конференций против североирландского «Гленторана», состоявшегося на стадионе «Овал» в Белфасте, когда отразив удар Джея Доннелли с одиннадцатиметровой отметки, побежал праздновать победу, однако мяч, взмыв в воздух, опустился на газон и закатился за линию ворот. Судья, как и положено, засчитал гол, это был 24-й удар в серии, и противостояние продолжилось. В итоге оно завершилось в пользу «Гзиры Юнайтед» после того как Кассар отбил удар Леона Бойда — 14:13 по пенальти (первый матч — 2:2, ответный — 1:1). Данная серия пенальти стала самой продолжительной в истории еврокубков (всего команды пробили 28 ударов).
Принял участие во всех шести матчах «Гзиры Юнайтед» в квалификационных раундах Лиги конференций 2023/24: против «Гленторана», люксембургского «Ф91 Дюделанж» (2:0, 1:2) и чешской «Виктории» Пльзень (0:4, 0:2).